# Barry Adamson
Barry Adamson er en rocksanger fra Storbritannien.

## Diskografi
- Barry adamson's moos side story (1988)
- Delusion(film)soundtrack (1991)
- Soul murder (1992)
- The negro inside me (1993)
- Oedipus schmoedipus (1996)
- As above so below (1998)
- The King of Nothing Hill (2002)